# Aldo Kliman
Aldo Kliman (Bitola, 9. studenog 1950.), hrvatski i makedonski pjesnik, novelist, književni    i likovni kritičar, polemičar, antologičar, prevoditelj, novinar i nakladnik. Bavi se i grafičkim dizajnom. Godine 2005. snimio je dokumentarni film “Od Rovinja do Venecije s batanom Fiamitom” (“Da Rovigno a Venezia con la batana Fiamita”), premijerno prikazan 16. rujna 2005. u Rovinju.

## Životopis
Aldo Kliman diplomirao je književnost na Filološkom fakultetu “Blaže Koneski” Univerziteta „Sv. Kiril i Metodij“ u Skoplju (1974.). Na istom fakultetu studira i povijest umjetnosti, no iz ekonomskih razloga poslije uspješno završene prve godine napušta studij. Piše na hrvatskom i makedonskom jeziku. Kao novinar radio je duži niz godina na Makedonskom radiju i televiziji te u pulskom dnevniku „Glas Istre“.
U makedonskoj se književnosti javlja 1970. pjesmama i kratkim prozama. 
U literaturu je ušao sa snažnim plimnim valom tzv. četvrte generacije makedonskih književnika (uz Sandeta Stojčevskog,  Katicu Ćulavkovu, Blagoju Risteskoga - Platnara, Trajče Krsteskog, Vase Mančeva i niza drugih autora), koji su ostavili zamjetnog traga u intelektualističkom razgibavanju makedonske književne scene sedamdesetih godina 20. st, a uz Vase Mančeva, Mitka Madžunkova i Zorana Kovačeskog i još nekolicinu pisaca drži ga se jednim od začenika makedonske rane postmoderne proze. Bio je član uredništva književnog podlistka “Koordinati” omladinskog tjednika “Mlad borec” (Skoplje), zatim uredništva makedonskog časopisa za književnost “Sovremenost” (Skoplje), član makedonske redakcije časopisa “Disov glasnik” (Čačak), glavni urednik “Istarske naklade” (Pula), glavni i odgovorni urednik književnog časopisa “Istra” (Pula, 1983. – 1989. i 1993.) te godišnjaka i zavičajne revije „Jurina i Franina“ (izlazila u Puli i u zasebnim edicijama na hrvatskom, talijanskom, slovenskom i njemačkom jeziku). Godine 1986. utemeljio je Istarsku književnu koloniju “Grozd” (Pula) koja je u razdoblju 1987. – 1990. organizirala četiri velika znanstvena skupa (“Polemika na jugoslavenskom književnom poprištu”, “Pismo i slika”, “Kultura kao represija” i “Balkanski mislilac”). U Puli je osnovao dvije nakladničke kuće: “Libar od grozda” (1989., s Armandom Debeljuhom), čiji je bio glavni i odgovorni urednik, i Zavičajnu nakladu “Žakan Juri” kojoj je bio vlasnik, direktor i glavni i odgovorni urednik (1994. – 2016.). Bio je višegodišnji poslovni tajnik Čakavskog sabora i direktor i član Uredničkog vijeća antologijske edicije „Istra kroz stoljeća“ koju je osmišljavao i uređivao književnik Zvane Črnja. Početkom devedesetih, na tragu Črnjinih zamisli o objavljivanju sveobuhvatnog “Leksikona Istre” u okviru edicije “Istra kroz stoljeća”, Kliman je s Armandom Debeljuhom i Miroslavom Bertošom radio na pripremama za priređivanje “Leksikona istarske povijesti i kulture” za istarskog nakladnika “Libar od grozda”. Uz književnike Miroslava Sinčića, Stjepana Vukušića, Tatjanu Arambašin, Daniela Načinovića i prvog izabranog predsjednika Borisa Biletića, Kliman je bio jedan od članova Inicijativnog odbora i organizatora Osnivačke skupštine Istarskog ogranka Društva hrvatskih književnika, održane u Puli 2. srpnja 1990. Godine 1995. pokrenuo je i uređivao reprezentativan niz znanstvenih knjiga “Povijest Istre”. Njegovom uredničkom brigom publicirano je kritičko izdanje značajnog hrvatskoglagoljskog spomenika “Istarski razvod” iz 1325. (priredio dr. Josip Bratulić), zatim (u suuredništvu s Marinom Budicinom) kritičko izdanje “Rovinjskog iluminiranog kodeksa iz XIV. – XV. stoljeća” (“Translatio corporis beate Eufemie”; priredili dr. Mate Križman i dr. Josip Barbarić), izabrana djela Fulvia Tomizze u 5 knjiga i dr.
U hrvatskoj je književnosti, paralelno s makedonskom, prisutan od 1982. godine. Zastupljen je u više antologija i pregleda hrvatske i makedonske književnosti: Petar T. Boškovski: “Поети од Македонија родени во слободата” (“Pjesnici iz Makedonije rođeni u slobodi”, izbor iz poezije makedonskih pjesnika rođenih poslije 1945.), Mirjana Strčić: “Istarska pjesmarica” (Hrvatsko pjesništvo Istre 19. i 20. stoljeća), Borislav Pavlovski: “Gospodari labirinta” (Antologija snova, maštarija i fantastičnih priča iz makedonske književnosti), Boris Biletić: “I ča i što i kaj” (Iz suvremene hrvatskoistarske lirike), Danijel Načinović: “Priče iz Istre” (Hrvatski pripovjedači XX. stoljeća), Boris Biletić: “Glasi književne Istre” (Izbor studija, ogleda i kritika o suvremenoj hrvatskoj književnosti u Istri /do 2000/), Katica Ćulavkova: “Maketa” (suvremena makedonska kratka priča),  Marko Ilkoski: “Црнопис за еден непребол” (antologijski izbor pjesama posvećenih Skoplju), Suat Engüllü: “Yeni Makedon Önsüsü” (Novija makedonska proza /na turskom jeziku/), Savo Cvetanovski: “Anthology of the macedonian postmodern short story”, Boris Domagoj Biletić: “Esej danas” (Nova Istra, Pula, 2008.), Rade Siljan: „Македонски раскази” (“Makedonske pripovijetke”, edicija “Makedonska književnost”, knj. 93.), Ljudmil Spasov - Želimir Ciglar: “Hrvatsko-makedonska čitanka 1” (Skoplje, 2012.), Petko Dabeski: “Бденија и виденија, антологија на македонската песна во проза” (“Bdjenja i viđenja”, antologija makedonske poezije u prozi, Grafoden, Skoplje, 2013.) i dr. Pojedine pjesme, pripovijetke, eseji i članci prevođeni su mu na engleski, njemački, francuski, talijanski, ruski, poljski, slovenski, rumunjski, turski i albanski, te s makedonskog na hrvatski i na srpski jezik.
Prevodi s hrvatskog i sa srpskog na makedonski i obrnuto, te s francuskog i talijanskog jezika.
Član je Društva pisaca Makedonije (DPM) od 1975. i Društva hrvatskih književnika od 1987. Bio je jedan od osnivača Makedonskog kulturnog društva Istarske županije “Kočo Racin” u Puli i pokretač i dugogodišnji voditelj tradicionalne manifestacije “Dani makedonske kulture u Istri”. Inicijator je i jedan od osnivača te prvi izabrani i aktualni (u trećem mandatu) predsjednik Makedonskog kulturnog foruma (Македонски културен форум), utemeljenog 2008. u Puli. Na Racinovim susretima u Velesu 2001. dodijeljeno mu je “Racinovo priznanje” za kulturnu suradnju između Republike Makedonije i Republike Hrvatske.
Živi i stvara u Puli.

## Prepjevi
- Бошко Обрадовиќ - Мирослав Шупут : “Морска карта на песните”, prijevod na makedonski jezik slikovnice “Morska karta pjesama”, autora Boška Obradovića i Miroslava Šuputa, (Istarska naklada, Pula, 1984.)
- Sande Stojčevski: “Abor gora” (Izdavački centar Rijeka, Rijeka, 1988.), YU ISBN 86-7071-082-X
- Risto Jačev: “Pepeo pod maslinama / Egejske rapsodije” (3000 GODINA ZA DAR, Zadar, 2008.), ISBN 978-953-7217-39-6

## Ostali prijevodi
- Janko Gogušev: “Sida / Nove spoznaje o bolesti”, Istarska naklada, Pula, 1986.